# روکسان دوران
روکسان دوران (فرانسوی: Roxane Duran‎؛ زادهٔ ۲۷ ژانویهٔ ۱۹۹۳) بازیگر زن اهل فرانسه است. وی از سال ۲۰۰۹ میلادی تاکنون مشغول فعالیت بوده‌است.
از فیلم‌ها یا برنامه‌های تلویزیونی که وی در آن نقش داشته‌است می‌توان به روبان سفید، راهب، آگوستین، ماری یکم اسکاتلند، دوران قیام: افسانه مایکل کولهاس، تنفس، تکامل و پائولا اشاره کرد.
دوران بازیگر فیلم روبان سفید که برنده نخل طلا بهترین فیلم ۲۰۰۹ شده است بوده.